# Alfred Jeanroy
Alfred Jeanroy född 5 juli 1859 i Mangiennes, död 13 mars 1953 i Saint-Jean, Haute-Garonne, var en fransk universitetsprofessor, lingvist, filolog och romanist.
Jeanroy studerade vid École des hautes études med Gaston Paris och Paul Meyer. År 1881 började han undervisa i retorik vid Lycée de Troyes, två år senare i Besançon, År 1885 vid Collège Stanislas de Paris, sedan 1889 vid Poitiers universitet. Han tjänstgjorde senare som professor och efterträdare till Antoine Thomas vid universitetet i Toulouse, från 1893 till 1909. Från 1909 till 1934 innehade han ordförandeskapet för sydeuropeiska språk och litteraturer vid Sorbonne, efterträdare av Émile Gebhart, och var också studierektor vid École pratique des hautes études. Från 1922 till sin död var han medlem av Académie des inscriptions et belles-lettres.